# Breath (песня Got7)
«Breath» (кор. 넌 날 숨 쉬게 해, романизация: Neon nal sum swige hae; рус. Ты заставляешь меня дышать) — песня, записанная южнокорейским бойбендом Got7 в качестве предрелизного сингла с четвёртого студийного альбома. Был выпущен 23 ноября 2020 года лейблом JYP Entertainment.

## Предпосылки и релиз
15 октября 2020 года южнокорейский портал SPOTV News выпустил статью, где говорилось, что камбэк Got7 с новым альбомом состоится в ноябре; JYP подтвердили, что группа действительно готовится к камбэку, однако точная дата ещё не определена, и детали будут сообщены позднее. 9 ноября было объявлено, что Got7 вернутся 30 ноября с альбомом Breath of Love: Last Piece, а 23 ноября состоится выход предрелизного сингла «Breath».

## Музыкальное видео
Тизер видеоклипа «Breath» был представлен 20 ноября. Видеоклип был выпущен одновременно с выходом сингла, и за два дня собрал более 10 миллионов просмотров.

### Танцевальная практика
Танцевальное видео было представлено 3 декабря в максимальном разрешении 8К.